# ティリー・オルセン
ティリー・オルセン（Tillie Olsen、1912年1月14日 - 2007年1月1日）はアメリカ合衆国の作家、社会改革運動家（労働運動、教育改革）、マルクス主義フェミニスト。経済的その他の制約から最初の著書を発表したのは49歳のときであり、『沈黙』をはじめとし、主な著書は3、4冊だが、特に労働者階級の文学および女性学に大きな影響を及ぼし、世界12か国語に翻訳された。短編「なぞなぞを出して」はオー・ヘンリー賞受賞。晩年は、スタンフォード大学、マサチューセッツ工科大学、マサチューセッツ大学アマースト校などで教鞭を執る傍ら、女性文学専門のフェミニスト・プレスの顧問として忘れ去られた女性作家・作品の発掘・再版に尽力した。

## 背景
ティリー・オルセンは1912年1月14日、ネブラスカ州ソーンダース郡の郡庁所在地ワフーで、小作農サミュエル・ラーナーとアイダ・ラーナーの6人の子の第2子ティリー・ラーナーとして生まれた。両親は帝政ロシア時代のベラルーシに生まれたユダヤ人移民であり、二人ともユダヤ系住民の社会主義運動ブンド（リトアニア・ポーランド・ロシア・ユダヤ人労働者総同盟）に参加し、1905年のロシア第一革命で弾圧を受けて（ポグロム）、シベリアに移住。さらに英国を経てアメリカ合衆国に亡命した。母アイダはもともとハシュカ・ゴルトベルクという名前であったが、移民局でアイダに改名した。
父サミュエルはまもなく同州オマハでクロス職人（内装仕上げ）の職を見つけ、一家は同市に引っ越した。両親は移住後もブンドとのつながりで社会主義運動を続けていたが、やがて社会党に入党し、サミュエルはネブラスカ州社会党の事務局長を務めた。オルセンは、貧しい労働者として革命運動や社会改革運動、人道主義的運動に参加した両親の影響を強く受けて育った。15歳のとき、中等教育（通常12学年までのところ）第11学年で中途退学した。彼女はこれを「私の公式の教育」と呼び、後に「公立図書館が私の生きる糧であり、私の大学だった」と語っている。

## 政治・社会活動
以後、カンザス州、ミズーリ州、ミネソタ州、カリフォルニア州へと移り住みながら職を転々とした。ホテルの客室担当従業員、食肉加工場およびその他の工場の従業員、ウェイトレス、クリーニング屋・リネン点検作業員などすべて低賃金労働であった。青年共産主義同盟で活動し、とりわけ世界恐慌の時代に労働問題を中心に政治・社会活動に積極的に関わり、オマハとカンザスシティの食肉加工場労働者の抗議デモを組織したときには数週間収監された。これまでの劣悪な労働環境にこの過酷な収監環境が重なり、オルセンは胸膜炎、さらには結核を患い、療養を余儀なくされた。療養中に、1920年代のワイオミング州を舞台に、ある労働者階級の家庭を描いた小説『ヨノンディオ』を書き始めた（40年後に未刊のまま出版）。1932年に第一子カーラを出産（父親のエイブラハム・ゴールドファーブは1937年に死去）。翌年、カーラを連れてサンフランシスコに引っ越した。
1934年5月、西海岸の港湾労働者が大規模ストライキを決行（1934年西海岸港湾ストライキ）。2人の労働者が殺され、多数の負傷者が出た7月5日の「血の木曜日」に、オルセンは仲間とともに逮捕された。港湾労働者の組合を組織し、後に結婚することになるジャック・オルセンもその一人であった。83日間に及ぶこの歴史的ストライキのなかでオルセンは、政治的・社会的な影響力の大きいオピニオン誌『ニュー・リパブリック』や共産党系の文芸雑誌『パーティザン・レビュー』に2編の詩と多数の報告書を発表した。この活動により注目を集めた彼女は、1935年に共産党によってニューヨークで結成された小説家、劇作家、詩人、ジャーナリスト、文芸批評家の団体「アメリカ作家連盟」の結成大会に若手作家の一人として招かれた。同連盟の当時の会員にはネルソン・オルグレン、ジェイムズ・ボールドウィン、ヴァン・ワイク・ブルックス、アースキン・コールドウェル、ジョン・チーヴァー、マルカム・カウリー、セオドア・ドライサー、ダシール・ハメット、リリアン・ヘルマン、アーネスト・ヘミングウェイ、ラングストン・ヒューズ、ジョン・スタインベックらがいる。
オルセン夫妻はサンフランシスコのミッション地区に居を構え、4人の娘（カーラ、ジュリー、キャシー、ローリー）を育てた。オルセン家は、様々な境遇に生きる人々が同じ価値観のもとに集まる場所となり、隠れ家ともなった。オルセンは家事や育児に加え、相変わらず厳しい労働条件のもとで仕事を続け、しかも政治・社会活動にも参加していたため、執筆活動に割く時間がほとんどなく、手帳をつける程度であった。オルセンが「毎日の仕事」と呼ぶ地域活動や教育活動から、やがてサンフランシスコ初の保護者会運営の保育園が誕生した。また、質の高い保育を実現するために尽力し、PTAで指導的な役割を担うようになった。第二次大戦中は産業別組合会議 (CIO)（戦後、アメリカ労働総同盟 (AFL) と合併し、アメリカ労働総同盟・産業別組合会議 (AFL-CIO) を結成）のカリフォルニア州CIO戦争救済基金の代表およびCIO女性支援団体の会長を務めた。
戦後、赤狩り（マッカーシズム、反共産主義）の時代に、オルセンは「PTA活動を通じてサンフランシスコの学校に潜入しようと画策したスターリンの手下」であると噂された。彼女自身はスパイ容疑をかけられることはなかったが、夫ジャックは組合活動により下院非米活動委員会への出頭を命じられ、失業に追い込まれた。以後、一家の暮らしはますます苦しくなった。子どもたちが独立すると、オルセン夫妻はサンフランシスコの西部拡張予定地のセント・フランシス・スクウェア共同住宅に移り住んだ。これは、国際港湾労働組合が「あらゆる人種、あらゆる境遇の人々が共に生きるために」建てた住宅であり、二人はここに20年間暮らした。1989年、夫ジャック・オルセン死去。

## 著作活動
1954年、42歳のときにサンフランシスコ州立カレッジ（現サンフランシスコ州立大学）の聴講生になり、執筆活動を再開した。同校の教師らに勧められ、ステグナー・フェローシップ・プログラム（スタンフォード大学の2年間のクリエイティブ・ライティング・プログラム）に応募し、採択された。翌年、労働者階級の母の娘に対する罪悪感を描いた最初の短編小説「私はアイロンをかけている」を発表し、1957年の『アメリカ短編小説傑作選』に掲載された。この後4篇の短編を執筆し、これらを短編集『なぞなぞを出して』として1961年に出版した。本書は、これまでほとんど取り上げられたことのないアメリカ労働者階級の貧困と苦難を、密度の高い、切り詰めた言葉で詩的に表現した作品として評価され、とりわけ、表題作の「なぞなぞを出して」は、同年、オー・ヘンリー賞を受賞し、さらに1980年に映画化された（メルヴィン・ダグラス、リラ・ケドロヴァ主演）。これは、69歳になった主人公イーヴァが直面する老い、病、死の問題や、回想から浮かび上がる貧困との闘い、愛と抑圧の場としての家庭、母性、他人のために生きてきた歳月のなかで失った自意識、強いられた沈黙など多くの問題を提起する作品であり、「なぞなぞを出して」という表題は、「革命家、囚人、移民、母」であったイーヴァが、子どもたちに「なぞなぞを出して」と言われる「祖母」の役割を拒否し、別の生き方を求めていることを示唆している。

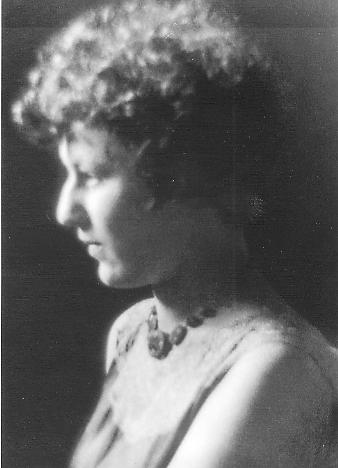
ティリー・オルセン (1927年)

1978年に出版された『沈黙』は、沈黙というテーマで相互に関連した随想を集めたものであり、「作家の想像力を抑圧し、作家を沈黙させる社会的な環境」を検証し、「言語の力、階級、人種、ジェンダーの違いと関連性」を検証するテキストとして、フェミニズム理論における重要な著書である。実際、以後、英米文学批評において、女性の抑圧としての「沈黙」が重要なテーマとして繰り返し論じられている。初稿は1963年にラドクリフ研究所で行った講演の原稿を「沈黙 ― 作家が書かないとき」と題して『ハーパーズ・マガジン』に発表したものだが、米国における第二波フェミニズム（ウーマンリブ運動）の引き金となったベティ・フリーダンの著書『女らしさの神話』（邦題『新しい女性の創造』）の出版と機を一にしたこともあり、これをもってオルセンはフェミニズムの先駆者とみなされることになった。マーガレット・アトウッドは『ニューヨーク・タイムズ』紙の本書の書評で、オルセンが「妻として、母として生涯を送った」ために作品数が比較的少ないことについて、これは多くの女性作家が経験する「疲労困憊させる障害物競走」のせいであるとし、オルセンは「彼女自身が長い間、状況によって沈黙を強いられていたことについて、1962年に簡単な説明を書いたが、その後は書いていない。理由は簡単だ。1日は24時間しかなく、彼女は、20年間、時間も労力も、またこれらを手に入れるための経済的余裕もなかったからだ」と書いている。

## 貢献・評価
1970年に創設され、当初、シャーロット・パーキンス・ギルマンやゾラ・ニール・ハーストンなどの女性作家の作品、とりわけ「忘れられた」作品の再版に取り組んでいたフェミニスト・プレス（出版社）で、オルセンはレベッカ・ハーディング・デイヴィスの『製鉄工場の生活』をはじめとして多くの作品を推薦し、女性作家の再評価に貢献した。
1969年から1974年にかけて、スタンフォード大学、マサチューセッツ工科大学、マサチューセッツ大学（特に同大学アマースト校初の女性客員作家として）で教鞭を執り、他の女性作家や労働者階級の作家の活動を支援し、その顕在化・言語化を促した。
作家・弁護士のスコット・トゥローは2006年11月、ナショナル・パブリック・ラジオ出版の『必読書』のコラムに、「（オルセンは）独自の文学伝統を築き上げた」と評した。
オルセンは労働問題だけでなく、反アパルトヘイト、反人種差別、反戦運動、フェミニズム運動、教育改革運動、自然保護活動、ホームレスの問題を中心とした貧困対策活動など、常に最前線に立って運動を牽引した。また、低賃金労働者、ホームレス、子ども、学生、作家志望の主婦など多くの人々を支援し、彼女の著書や講演に影響を受けた世界中の人々と文通を続けていた。彼女は社会活動、執筆活動、教育活動等を通じて、人々に語ること、書くこと、自分の声を届けること、行動を起こすことを促し続けた。1981年、サンフランシスコ市長ダイアン・ファインスタインが同市に対するオルセンの多大な貢献を称え、「ティリー・オルセン・デー」を開催した。

## 受章・栄誉
- ステグナー・フェローシップ・プログラム（スタンフォード大学）
- フォード財団フェローシップ
- グッゲンハイム財団フェローシップ
- 全米芸術基金フェローシップ
- ラドクリフ研究所フェローシップ
- 英国ポスト・オフィス・リミテッド・フェローシップ
- 全米人文科学基金フェローシップ
- 短編レア賞
- （サンフランシスコ）ベイエリア書評家のフレッド・コーディ生涯業績賞
- マリ・サンドス（英語版）賞
- 『ロサンゼルス・タイムズ』紙ロバート・キルシュ（英語版）生涯業績図書賞
- アメリカ芸術院アメリカ文学特別功労賞候補
- オー・ヘンリー賞

## 著書
- Tell Me a Riddle (なぞなぞを出して), Lippincott, 1961. (再版) Rutgers University Press, 1995 - 最初の短編小説 “I Stand Here Ironing (私はアイロンをかけている)”ほか、“Hey Sailor, What Ship?” “O Yes” 等を含む。
- Yonnondio: From the Thirties (ヨノンディオ ― 1930年代以降), Delacorte, 1974. (再版) Dell, 1989 - 未刊のまま出版。
- Silences (沈黙), Delacorte, 1978. (再版) Dell, 1989. (再版) Feminist Press, 2003.
- Mothers to Daughter, Daughter to Mother: Mothers on Mothering: A Daybook and Reader (母から娘へ、娘から母へ ― 母であることにおける母 ― 作品集・読本), Feminist Press, 1989 - ルイーズ・ボーガン（英語版）、シドニー＝ガブリエル・コレット、シモーヌ・ド・ボーヴォワール、グレイス・ペイリー、オリーブ・シュライナー（英語版）、グロリア・スタイネム、アリス・ウォーカー、ユードラ・ウェルティ、ヴァージニア・ウルフなど120人の作家の作品を取り上げ、母・娘の関係を論じている[15]。
- Mothers and Daughters, That Special Quality (母と娘、その特異性), Aperture Press (シリーズ No.107), 1989.
- Mothers & Daughters: That Special Quality: An Exploration in Photographs with Estelle Jussim (母と娘、その特異性 ― エステル・ジュシムの写真で綴る), Aperture Press, 1995. (ペーパーバック) 2004.
- The Riddle of Life and Death: Tell Me a Riddle and the Death of Ivan Ilych (生と死の謎 ― なぞなぞを出して、イワン・イリイチの死), Feminist Press, 2007 (レフ・トルストイ著『イワン・イリイチの死』を含む).
- Tell Me a Riddle, Requa I and Other Works (なぞなぞを出して、レッカ Iほか), University of Nebraska Press - Bison Books, 2013 - 生誕100年記念出版。

## 参考資料
- Tillie Olsen - tillie's life, tillie as writer, tillie as activist - 公式ウェブサイト.
- Panthea Reid, Tillie Olsen - American Author - Britannica.com.
- Julie Bosman, Tillie Olsen, Feminist Writer, Dies at 94, The New York Times (Jan. 3, 2007).
- マギー・ハム著『フェミニズム理論辞典』木本喜美子, 高橋準監訳, 明石書店, 1999年 - 項目「Olsen, Tillie オルセン, ティリー」